# Kommunbrauhaus (Kemnath)

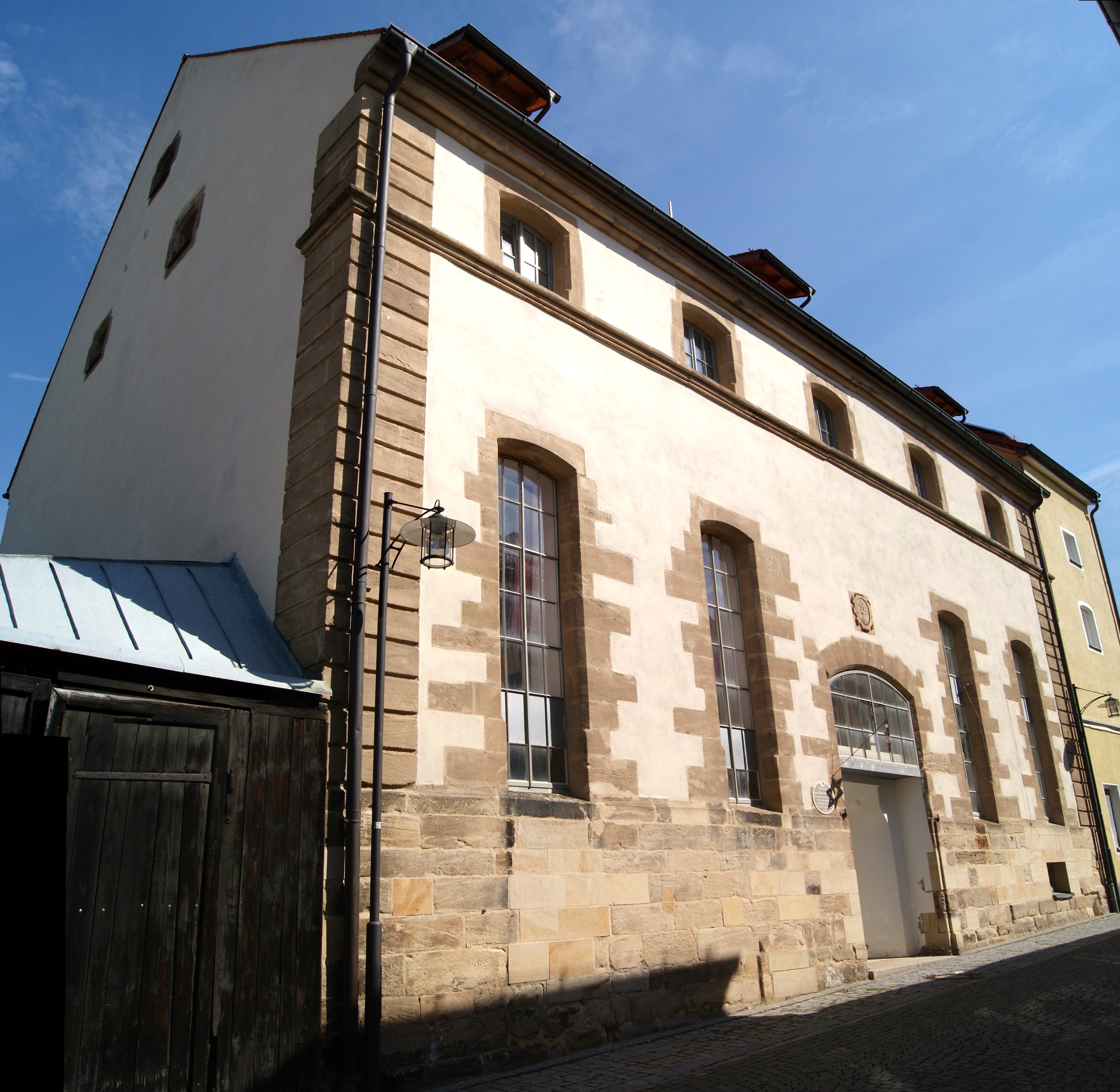
Ehemaliges Kommunbrauhaus in Kemnath

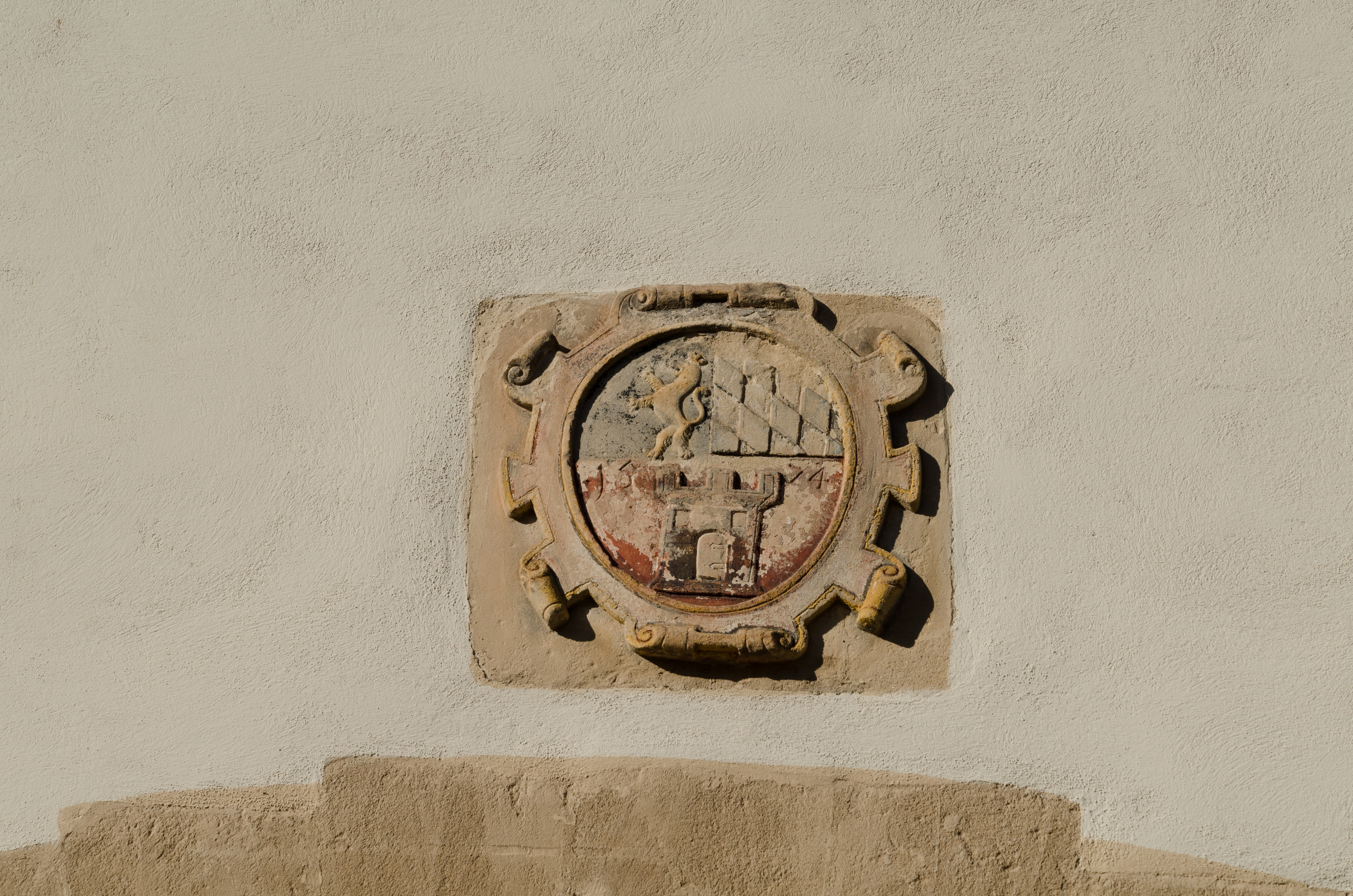
Wappenstein

Das Kommunbrauhaus in Kemnath, einer Stadt im Oberpfälzer Landkreis Tirschenreuth in Bayern, wurde von 1850 bis 1852 von Georg Reitter errichtet. Das ehemalige Kommunbrauhaus an der Brauhausstraße 9 und am Schützengraben 21 ist ein geschütztes Baudenkmal. 
Der traufständige und verputzte Massivbau mit Satteldach hat gerahmte Stichbogenöffnungen und Eckrustizierung als Werksteingliederung. 
Der Wappenstein der Stadt an der Fassade stammt aus dem Jahr 1574.